# Rous Head
Rous Head är en halvö i Australien. Den ligger i delstaten Western Australia, omkring 16 kilometer sydväst om delstatshuvudstaden Perth.
Runt Rous Head är det mycket tätbefolkat, med 1 411 invånare per kvadratkilometer. Genomsnittlig årsnederbörd är 1 018 millimeter. Den regnigaste månaden är maj, med i genomsnitt 176 mm nederbörd, och den torraste är februari, med 9 mm nederbörd.